# Sant Antoni del Tossal
Sant Antoni del Tossal, conegut a la zona simplement com Sant Antoni, és una ermita ubicada pràcticament al límit fronterer dels termes d'Alàs i Cerc i la Seu d'Urgell, en l'indret anomenat el Tossal.
La capella, que va ser acabada cap a finals de la dècada de 1920, és una construcció moderna que consta d'una sola nau, amb un cor i un altar que és presidit per una figura de Sant Antoni de Pàdua. L'edifici s'acaba per la seva part alta en forma de cúpula amb una creu. Tot l'altar major és recobert d'un acurat mosaic de pedra petita.
Està situada en una excel·lent talaia que s'aixeca damunt la plana de la capital urgellenca i rodalia. Això fa que s'albiri des de qualsevol indret dels termes esmentats sorprenen al viatger per la seva blancor i forma arquitectònica que fa que molts identifiquin en la llunyania aquesta construcció com un observatori meteorològic.
L'ermita, que actualment és centre de devoció de molts urgellencs i sobretot dels veïns de les localitats més properes com Alàs i Cerc, va necessitar fa uns anys una restauració en el seu teulat protegint-lo amb materials impermeables.

## Llegenda de l'ermita
Antoni Sacases, un antic veí de la zona, autèntic mecenes de l'obra, es va casar amb una bella jove i que les enveges per la formositat de la dama no van trigar a aparèixer. El xicot, que com expliquen uns familiars llunyans no sabia ni llegir ni escriure, va aprendre de lletra tot fent el servei militar i va arribar a ser fins i tot diputat.
Les circumstàncies el van dur, com a molts altres, a viatjar cap a les Amèriques, on diuen va fer fortuna. En un viatge de tornada cap a Catalunya, força complicat, en el qual una tempesta va posar en seriós perill la seva vida, l'home ja es pensava el pitjor i s'encomanà com a darrer remei a Sant Antoni, al que va prometre que si se'n sortia d'aquella construiria una ermita consagrada al Sant del que ell mateix en duia el nom. Tot indica que Sant Antoni va escoltar els seus desitjos fent-lo arribar sa i estalvi de nou a l'Alt Urgell i, és clar, havia de complir llavors la seva promesa.
De fet no va tenir temps de veure l'obra acabada i va deixar el llegat, l'encàrrec i la responsabilitat de construir la capella en mans d'un tal doctor Dou i del farmacèutic de la Seu, López Riberaigua, els quals van acomplir els desitjos d'Antoni Sacases. Ara, una làpida a l'església de l'ermita de Sant Antoni del Tossal recorda el nom d'aquest home, les restes del qual reposen des de fa més de 70 anys en un panteó del cementiri d'Alàs.

## Bé Cultural d'Interès Local
El Consell Comarcal de l'Alt Urgell, fent ús de la competència de declarar béns culturals d'interès local en municipis inferiors als 5.000 habitants, ha declarat en el ple celebrat el dia 9 de juny de 2011, sis nous conjunts del patrimoni immoble de la comarca sota aquesta categoria de protecció.
De tots els elements declarats, el Consell en destaca l'ermita de Sant Antoni del Tossal, al municipi d'Alàs i Cerc, que és la realització més notable que l'estil modernista ha deixat a la comarca de l'Alt Urgell.

## Aplec
Cada 13 de juny, dia de Sant Antoni de Pàdua, s'hi celebra l'aplec. Durant la resta de l'any, no s'hi celebra missa setmanal però són molts els urgellencs que trien l'ermita del Tossal per casar-s'hi, fer la primera comunió o bé el bateig del nadó.